# Dany Theis
Daniel ("Dany") Theis (Esch-sur-Alzette, 11 september 1967 – 29 december 2022) was een voetballer uit Luxemburg. Hij speelde als middenvelder. Theis beëindigde zijn loopbaan in 2002 bij Progrès Niederkorn en stapte nadien het trainersvak in.

## Interlandcarrière
Theis kwam in totaal 33 keer (geen doelpunt) uit voor de nationale ploeg van Luxemburg in de periode 1991-2001. Onder leiding van bondscoach Paul Philipp maakte hij zijn debuut op 12 oktober 1991 in de vriendschappelijke thuiswedstrijd tegen Portugal (1-1), net als middenvelder Luc Holtz (Red Boys Differange). Zijn 33ste en laatste interland speelde Theis op 15 augustus 2001 in Mondercange tegen Georgië (0-3).
Na een fietsval als gevolg van een hartinfarct lag Theis in augustus 2022 op de intensive care en lag ook kort in coma. Op 29 december 2022 overleed de oud-international in het ziekenhuis aan de gevolgen van het ongeval.

## Erelijst
Jeunesse Esch
- Landskampioen

1987, 1988, 1995, 1996, 1997, 1998, 1999
- Luxemburgse voetbalbeker

1988, 1997, 1999